# 延命寺 (さいたま市)
延命寺（えんめいじ）は、埼玉県さいたま市浦和区にある天台宗の寺院。

## 歴史
829年（天長6年）、慈覚大師円仁によって開山された。当寺には「正和四年（1315年）」の板碑があることから、平安時代初期の創建かはともかく、それなりの古刹であることが推測される。
1537年（天文6年）に火災に遭ったとの記録があるが、これは同じ「延命寺」の寺号を持つ同市同区仲町の玉蔵院であるいう説がある。
その後、昭和と平成の時にも火災に遭っている。現在の建物は1995年（平成7年）に建てられた。地下部分は斎場となっている。

## 交通アクセス
- 浦和駅東口より徒歩10分